# Тилигул (река)
Тилигу́л — небольшая пересыхающая река в Одесской области, относится к бассейну Чёрного моря, длина реки — 173 км. Средний расход воды в 29 км от устья 0,74 м³/с.

## История
Древнее название Тилигула — Аксиакес или Асиакес. Птолемей указывает, что на берегах Тилигула жили асайи, вероятно, потомки древних скифов-сайев.
Около 375 г. н. э. на Тилигуле (упомянутом как Ерак) состоялась последняя битва между аланами и остготами.
Ряд исследователей полагает, что именно в долине Тилигула располагалась возведённая в 1764 году турецкая крепость Ени-Дунья.
В прошлом на Тилигуле было развито судоходство.

## География

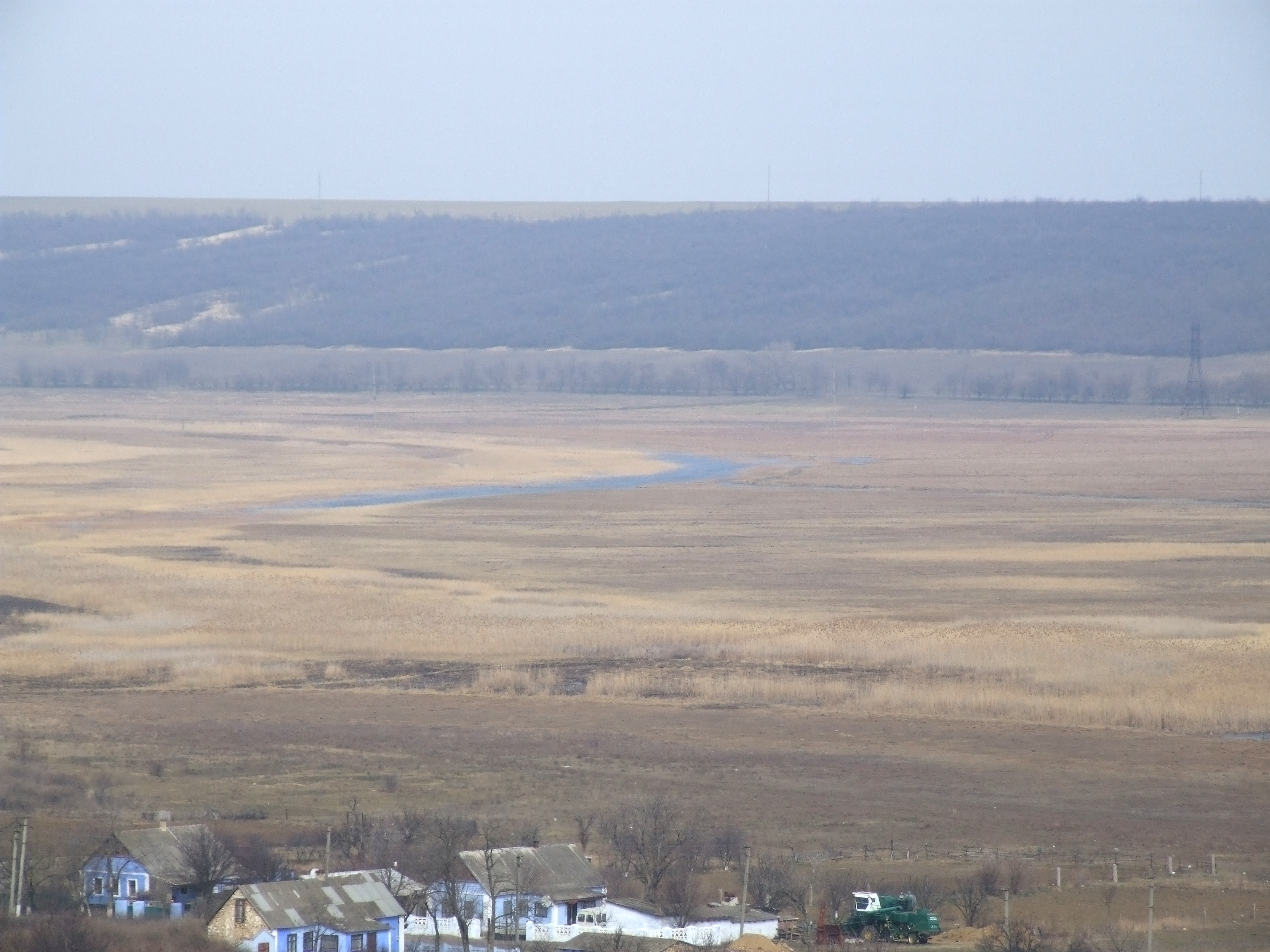
Река Тилигул возле села Зброжковка

Тилигул берёт начало на Подольской возвышенности возле села Александровка Подольского района, в её пределах течёт узкой (1,0 — 1,5 км) и глубокой (до 80 м) долиной. Ниже, на Причерноморской низменности долина расширяется до 3 км (ширина русла 10-20 м). Впадает в Тилигульский лиман Чёрного моря.
Пересыхает в верхнем и среднем течении на 5-7 месяцев. Судоходство в современное время отсутствует, река используется для орошения. Питание преимущественно снеговое.
Притоки: (от истока к устью) 
1. Липецкая пр
2. Меланка л
3. Журовка пр
4. Дубовая пр
5. балка Шмалиная л
6. Слепуха л
7. балка Чигринская пр
8. балка Дурной Хутор л
9. балка/ручей Тартакай л
10. балка/ручей Кологлея пр
11. балка/ручей Старая Донская пр
12. балка/ручей Стадная пр

На Тилигуле расположены такие города как Ананьев, Березовка.